# Прапор Дніпра

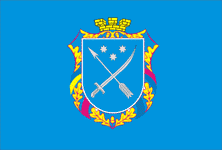
Прапор Дніпра затверджений 2001 р.

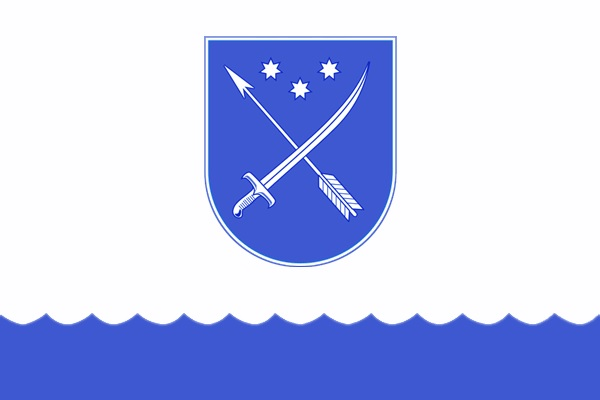
Прапор Дніпропетровська (нині Дніпра) чинний до грудня 2012 р.

Міськи́й пра́пор Дніпра вперше був затверджений у грудні 2001 року після проведеного мерією Дніпра конкурсу. На завершальному етапі конкурсу були присутні 10 зразків майбутнього стягу міста, а переможцем став прапор розроблений С. С. Полюшкіним.
Пізніше дизайн прапора змінився: полотнище стало білим із стилізованими хвилями річки Дніпро в нижній частині, а герб у центрі полотнища став простішим.

## Конкурс 2012 року
18 квітня 2012 року розпорядженням міського голови № 212-р оголошено конкурс проектів Прапора міста. Новий прапор Дніпра було затверджено 5 грудня 2012 на черговій сесії міської ради.
Синім кольором зображені хвилі річки Дніпро, яка є незмінним і потужним символом міста Дніпро. Герб міста, як офіційний символ, займає своє місце в центрі прапора. Основний фон білий — символізує чистоту намірів та світле майбутнє міста.